# Nuray Karadağ
Nuray Karadağ (ur. 9 listopada 1995) – turecka zapaśniczka walcząca w stylu wolnym. Złota medalistka mistrzostw śródziemnomorskich w 2015. Trzecia na ME kadetów w 2012 roku.